# Impact (police de caractères)
Pour les articles homonymes, voir Impact (homonymie).
Impact est une police de caractères créée par Geoffrey Lee et publiée par la compagnie Stephenson Blake en 1965. Elle a été numérisée et est distribuée avec les systèmes Windows de Microsoft depuis Windows 98 et avec OS X depuis Mac OS X v10.4. Elle faisait aussi partie des polices Core fonts for the Web distribuées par Microsoft.
Au début des années 2010, cette police est devenue la police de référence dans la création de mèmes Internet sous forme d'images macro.
Exemples de mèmes sous forme d'images macro utilisant Impact :

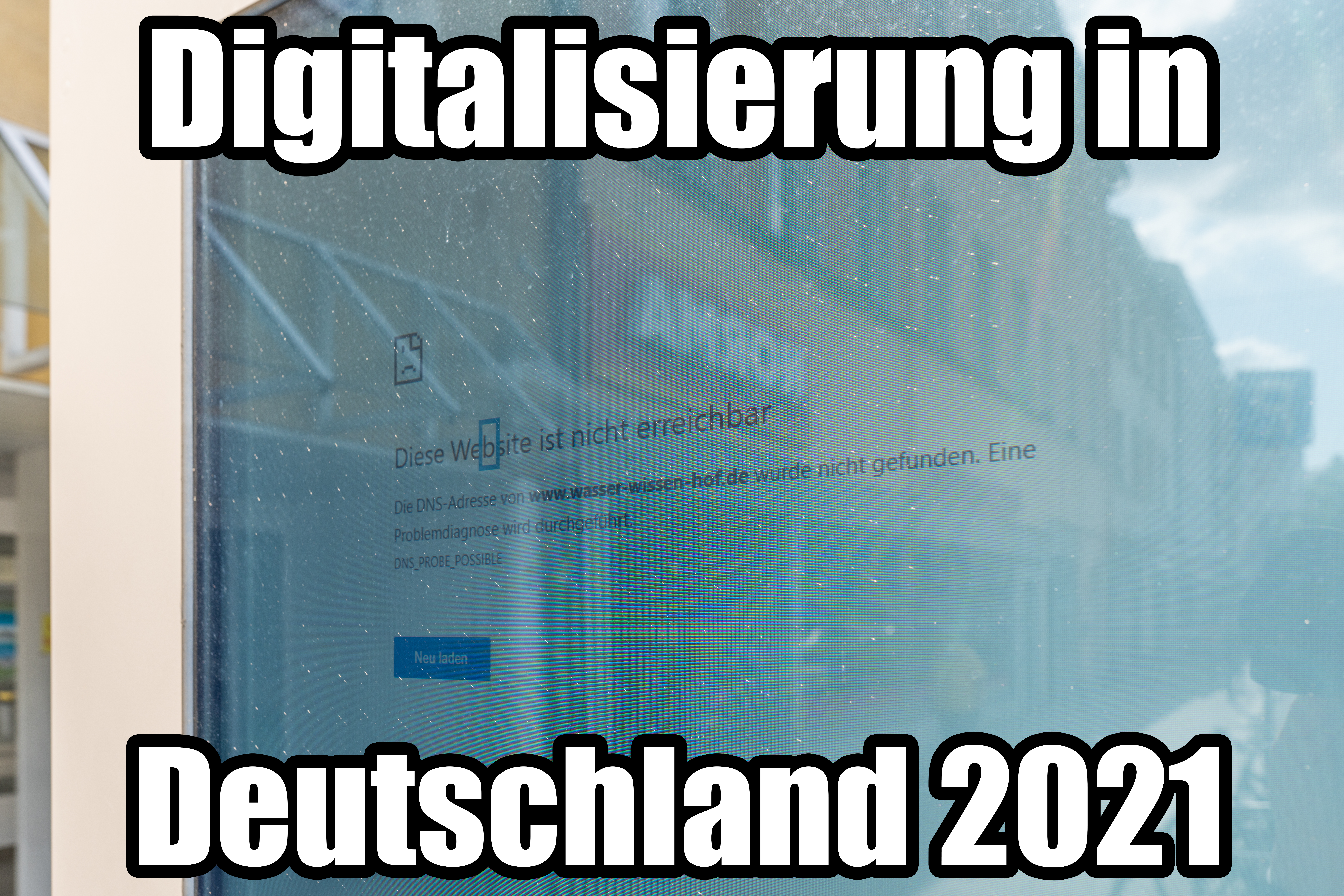
Mème en allemand (2021)
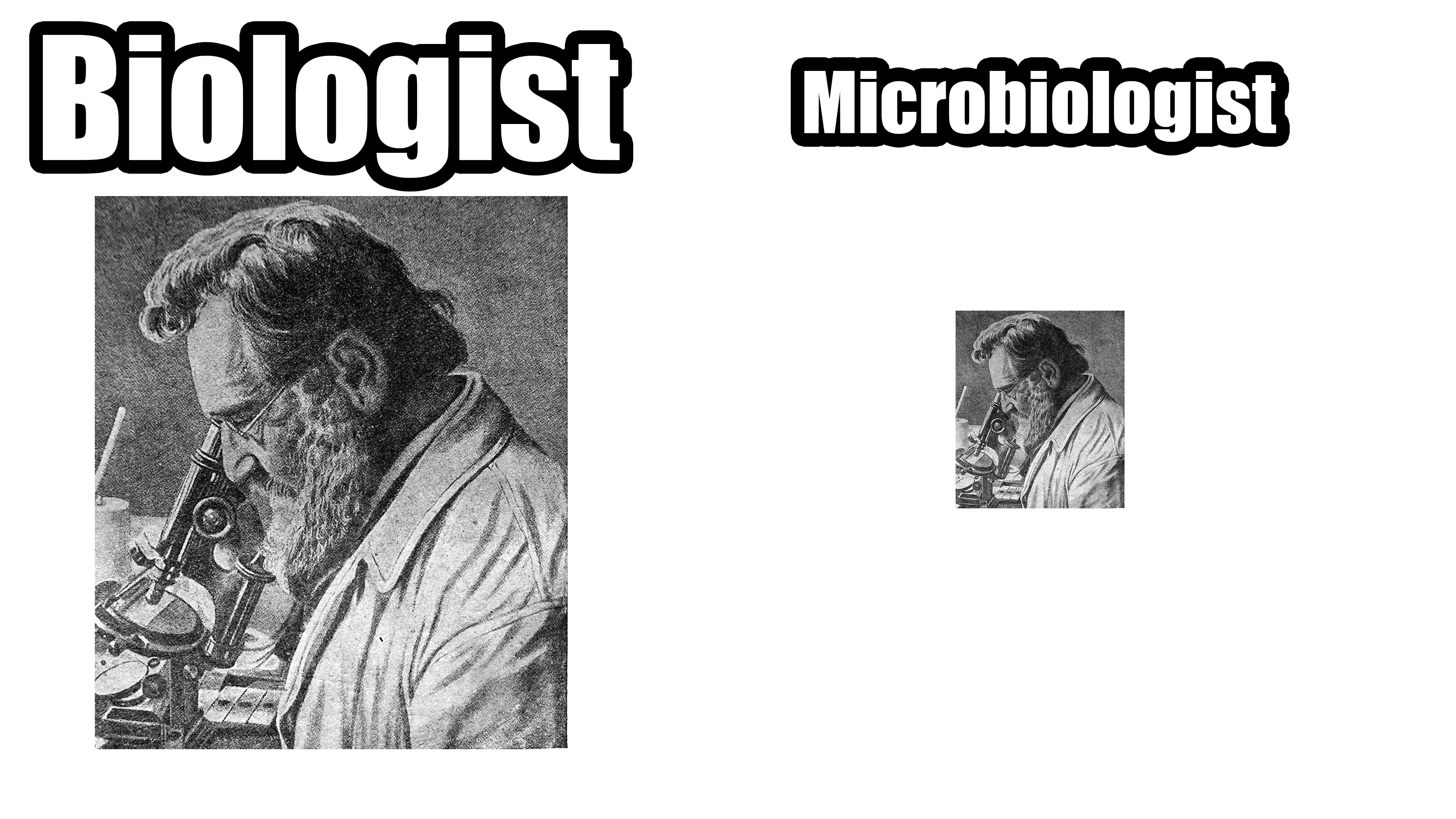
Mème en anglais (2021)
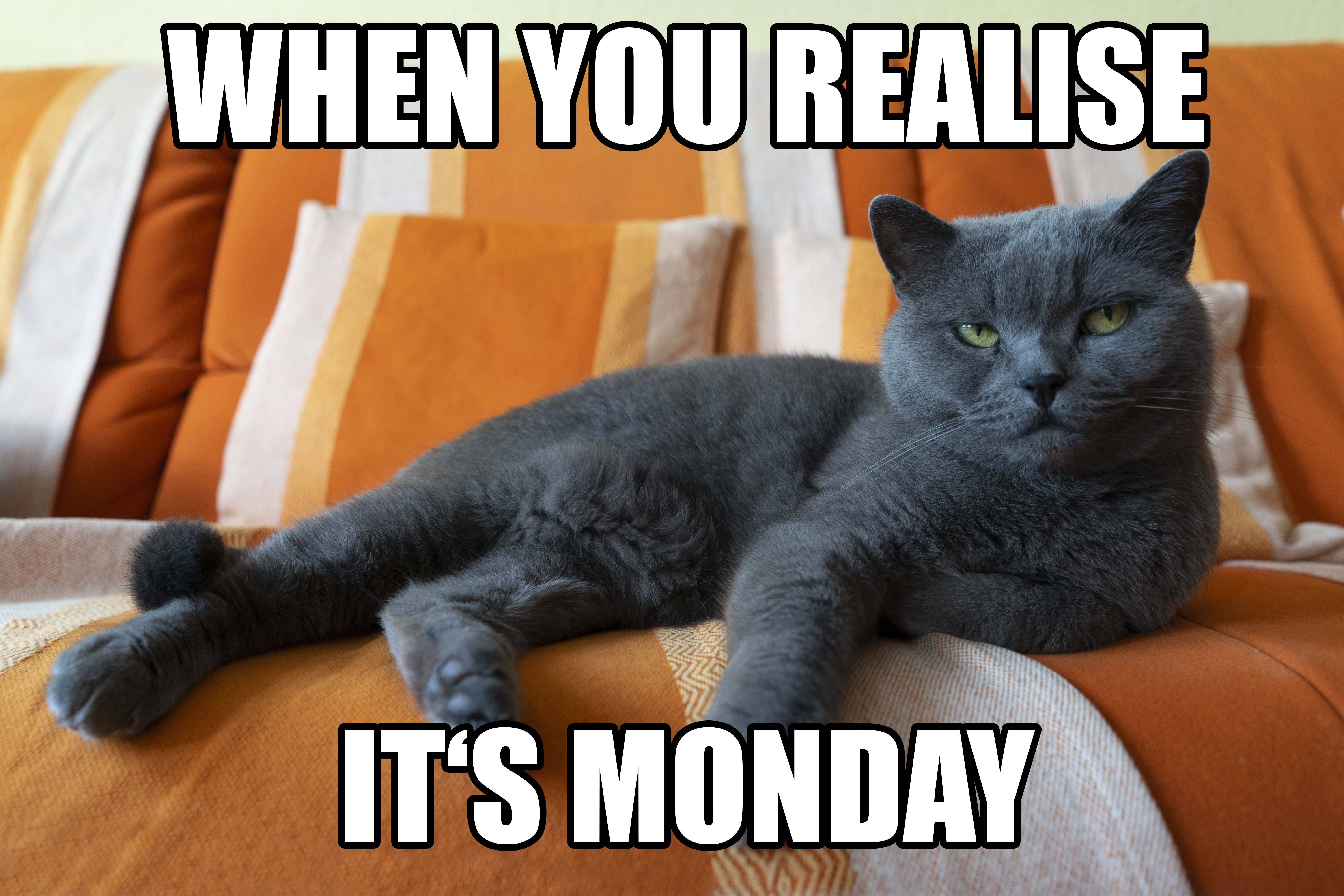
Mème en anglais (2020)